# Eftimie Ivirul
Eftimie Ivirul sau Eftimie Athonitul (în georgiană ექვთიმე ათონელი, transliterat: Ekvtime Atoneli; c. 955-1024) a fost un renumit învățat și filosof georgian, care a devenit ulterior călugăr ortodox la Mănăstirea Iviru de pe Muntele Athos. Este venerat ca sfânt în Biserica Ortodoxă, fiind prăznuit pe data de 13 mai.

## Biografie
Eftimie provenea dintr-o familie nobiliară georgiană, etnonimul folosit de bizantini fiind abasgieni. Era fiul comandantului militar Ioane Varaz-vache Chordvaneli (cunoscut ulterior ca Ioan Iviritul) și nepotul generalului Tornikios Eristavi. Eftimie a fost luat în copilărie ca ostatic politic la Constantinopol, a obținut acolo o învățătură înaltă, iar ulterior a fost eliberat la cererea tatălui său. În tinerețea sa, potrivit Patericului atonit, a omorât un evreu care îl batjocorise pe Iisus Hristos, apoi s-a îmbolnăvit foarte grav și, considerând că boala sa era o pedeapsă divină, a devenit călugăr la Mănăstirea Marea Lavră, fondată de Atanasie pe Muntele Athos. Mai târziu a devenit conducătorul mănăstirii georgiene Iviru, care fusese întemeiată de tatăl său în anii 978-980, și a ajuns să fie considerat unul dintre cei mai mari învățați și teologi creștini ortodocși ai epocii sale. Eftimie a devenit apoi stareț al Mănăstirii Iviru de pe Muntele Athos și a condus obștea monahală georgiană timp de paisprezece ani, după care s-a retras din funcție pentru a se concentra asupra traducerii scripturilor în limba georgiană.
Bun cunoscător al limbilor georgiană, greacă și a altor limbi, el a tradus mai multe scrieri religioase și tratate filozofice, printre care și Sfânta Scriptură. Printre lucrările sale majore s-a numărat traducerea sibrdzne balavarisa (Înțelepciunea lui Balahvari), o versiune creștinizată a anumitor episoade din viața lui Buddha Gautama care a devenit foarte populară în Europa Medievală ca povestea lui Varlaam și Ioasaf. La fel de importante au fost traducerile lui Eftimie în limba georgiană a mai multor tratate filosofice, ecleziastice și juridice grecești. Monahii Mănăstirii Iviru l-au supranumit „noul Hrisostom” pentru activitatea sa de tălmăcire a scrierilor religioase  în limba georgiană.
A murit în jurul anului 1028 (în 1029 potrivit episcopului hagiograf sârb Nicolae Velimirovici) în apropiere de Bizanț, atunci când catârul pe care călărea, speriat de apropierea unui cerșetor, s-a întors brusc și Eftimie a căzut. Moaștele sale sunt îngropate în Biserica „Sfântul Ioan Botezătorul” a Mănăstirii Iviru de pe Muntele Athos.